# Marco Antonio
Marco Antonio (in latino Marcus Antonius; nelle epigrafi: M•ANTONIVS•M•F•M•N; Roma, 14 gennaio 83 a.C. – Alessandria d'Egitto, 1º agosto 30 a.C.) è stato un politico e generale romano durante il periodo della Repubblica.
Insieme a Ottaviano e Lepido fondò il secondo triumvirato, un accordo secondo il quale a Marco Antonio spettò il proconsolato sulle province di Gallia Cisalpina (con Illyricum settentrionale) e Gallia Comata, dopo gli accordi di Brindisi del 40 a.C. Marco Antonio divenne proconsole in tutte le province orientali (Macedonia [con Illyricum meridionale e Grecia], Asia, Cirene e Creta, Bitinia e Ponto, Cilicia e Cipro e Siria).
Condottiero abile e feroce, fu un luogotenente fidato di Gaio Giulio Cesare, suo parente per via materna, sotto il quale si distinse nelle sue campagne galliche e grazie al quale poté avviarsi con successo alla carriera politica, arrivando a ricoprire importanti cariche pubbliche. A seguito del brutale assassinio di Cesare, accrebbe decisamente, pur nella caoticità e profonda incertezza del periodo, il suo peso politico e la sua influenza, ponendosi altresì quale figura di spicco dei Populares cesariani e contendendosi con Cesare Ottaviano (pronipote, nonché figlio adottivo, di Cesare) la loro guida.
Il grande progetto politico di Marco Antonio era, sulla falsariga di quello di Cesare, la trasformazione di Roma da una repubblica oligarchica a un regime sostanzialmente monarchico, improntato però sul modello teocratico dell'Oriente ellenistico, cosa che, assieme alla sua esuberanza e alla sua vita privata tutt'altro che tranquilla, finì con l’inimicargli le élite patrizie conservatrici. La sua alleanza con la regina tolemaica d'Egitto Cleopatra (della quale era pure amante), inasprì ulteriormente la sua rivalità con Ottaviano, con il quale nel frattempo aveva ufficialmente costituito assieme a Marco Emilio Lepido un triumvirato nella gestione dei territori della Repubblica. Con la loro lotta per il potere evolutasi in una guerra aperta, Antonio venne sconfitto definitivamente nella battaglia di Azio, al largo della Grecia, trovando rifugio con l'alleata e amante Cleopatra ad Alessandria d'Egitto, dove entrambi si tolsero la vita dopo la caduta della città per mano delle forze di Ottaviano.
Marco Antonio fu il primo romano a essere vittima d'un provvedimento di damnatio memoriae, una vera e propria condanna all'oblio. Con l'ascesa del suo rivale, che diede vita al primo Principato romano, alla sua morte il Senato non si limitò solo ad applicare provvedimenti riservati ai nemici della patria ma impose la cancellazione di tutti i riferimenti della sua esistenza: documenti, epigrafi, ritratti.
In vita il triumviro romano veniva spesso paragonato alla figura di Eracle, per il suo atteggiamento e per il suo vestiario, dato che sovente si mostrava in pubblico con la tunica cinta all'anca, un mantello di panno ruvido e al fianco una grande spada. Dal suo aspetto deriva l'espressione «essere un Marcantonio», dal significato di «persona grande e grossa, dall'aspetto florido e robusto».

## Fonti
Per ricostruire la sua vicenda disponiamo soprattutto della versione dei fatti elaborata dai suoi nemici, ovvero Marco Tullio Cicerone e la storiografia di tradizione augustea, che ne danno un'immagine esclusivamente negativa. Solo sotto l'imperatore Traiano, il greco Plutarco di Cheronea scrisse una lunga biografia di Antonio che, pur non esimendosi dal tramandarne il ritratto negativo fatto dai vecchi cronachisti a lui ostili, ha permesso il recupero dei suoi lati positivi. Nelle varietà di fonti, nelle Vite parallele di Plutarco vengono accostate e rielaborate tradizioni storiografiche diverse, eccone un riepilogo:
- Antonio stesso (nella replica alla I Filippica)
- Cicerone, Filippiche (II 22. 55) a proposito della responsabilità di Antonio nello scoppio della guerra fra Cesare e Pompeo: 6, 1
- Cicerone per lo scandalo che Antonio suscitava con il suo comportamento indecente: 9, 5
- Antonio (probabilmente in una replica alle Filippiche) sul motivo per cui non accompagnò Cesare nella campagna d'Africa:10, 3
- Augusto nelle sue memorie (le Res gestae) spiega perché si era ritirato dal campo a Filippi: 22, 2.
- Filota di Amfissa racconta al nonno di Plutarco Lampria, aneddoti sulla corte di Alessandria: 28, 3; 7;12
- Dellio esprime i suoi timori di essere vittima di un attentato da parte di Cleopatra: 59, 6-7
- Augusto ricorda 300 navi catturate ad Azio: 68, 2
- Il bisnonno di Plutarco, Nicarco, narra che per la guerra di Azio i cittadini furono costretti a portare un carico di grano fino al mare: 68, 7
- Olimpo, nel resoconto sulla morte di Cleopatra, afferma di averla consigliata e aiutata:82, 4.

## Biografia

### I primi anni
Marco Antonio nacque a Roma il 14 gennaio dell'83 a.C. Suo nonno, Marco Antonio Oratore, ucciso dai sostenitori di Gaio Mario nell'86 a.C., fu un buon militare e un grandissimo oratore. Dopo aver trionfato sui pirati di Cilicia, coronò la sua carriera con l'elezione al consolato, dando così la possibilità alla famiglia degli Antonii, di origine plebea, di entrare a far parte della nobilitas romana. Nell'esigente società repubblicana, una politica favorevole e una buona posizione non erano sufficienti a garantire il pubblico rispetto; per ottenerlo bisognava esercitare una politica di liberalitas, ovvero di elargizioni. Così suo figlio, Marco Antonio Cretico, fu conosciuto per la sua generosità, tanto da suscitare le critiche dei suoi nemici. Riprendendo le orme paterne, cercando di evitare la bancarotta, riprese una guerra contro i Pirati nel 74, ma fu un insuccesso. Mori in giovane età nel 71 a.C., lasciando Antonio e i suoi fratelli Lucio e Gaio e la sorella Antonia alle cure della madre Giulia Antonia, cugina di secondo grado di Gaio Giulio Cesare. Giulia sposò Publio Cornelio Lentulo Sura, un politico coinvolto nella congiura di Catilina e giustiziato nel 63 a.C. su iniziativa di Cicerone. Il prestigio sociale del futuro triumviro era limitato dai debiti ingenti del padre, inoltre né lui e né i suoi fratelli erano stati adottati da Lentulo, quindi pur se orfani di un ex console non appartenevano alla famiglia senatoria ma furono declassati a semplici cavalieri.
Secondo Plutarco, la giovinezza di Antonio fu caratterizzata da uno stile di vita disordinato e dissoluto; divenuto amico del turbolento Gaio Scribonio Curione, accumulò molti debiti a causa delle spese eccessive, tanto che in giovane età sembra che avesse già contratto debiti per una somma di circa 250 talenti, ovvero sei milioni di sesterzi. Dopo contrasti con il padre, Marco Antonio si unì per breve tempo ai seguaci di un altro personaggio discusso di Roma, Publio Clodio Pulcro, da cui peraltro si distaccò deluso e preoccupato per i suoi eccessi e la sua vita pericolosa. Marco Antonio amava anche circondarsi di fenomeni da baraccone, come il nano Sisifo, alto circa uno o due piedi.
Dopo questo periodo di irrequietezza, Marco Antonio andò in Grecia per studiare retorica e divenne un abile oratore nello stile enfatico cosiddetto asiano. Poco dopo divenne il luogotenente del proconsole Aulo Gabinio assegnato alla provincia di Siria; Antonio assunse il comando della cavalleria e per la prima volta mise in mostra le sue doti di coraggio, l'aggressività e la sua abilità tattica, giocando un ruolo decisivo nelle successive campagne intraprese da Gabinio.
Inviato in Giudea (Palestina) per combattere Aristobulo II, che aveva innescato la rivolta contro Roma, sbaragliò rapidamente il nemico e lo stesso Aristobulo cadde prigioniero. Subito dopo convinse Gabinio a intervenire in Egitto su sollecitazione del re detronizzato Tolomeo XII Aulete; in questa campagna Marco Antonio diresse l'audace marcia della cavalleria fino a Pelusium che ebbe un'importanza decisiva. Archelao, marito di Berenice IV, venne vinto e ucciso, ma Antonio dimostrò magnanimità verso gli sconfitti e impedì sanguinose vendette da parte di Tolomeo XII. Fu durante questa campagna che visitò per la prima volta Alessandria d'Egitto e lì si guadagnò il rispetto e l'ammirazione degli alessandrini.

### Luogotenente di Giulio Cesare (54-44 a.C.)
Non sappiamo precisamente quando sia nato il rapporto tra Cesare e Marco Antonio: in gioventù Cesare era stato avversario di Gaio Antonio Ibrida in un processo, ma il suo rapporto con gli Antonii non era del tutto negativo. Antonio aveva tutto l'interesse di affidarsi a un protettore di maggior prestigio, visto che sulla scena politica i nuovi dominatori erano Cesare, Crasso e Pompeo uniti nel “primo triumvirato”. Nel 54 a.C., periodo in cui ritroviamo le tappe salienti della sua carriera, Marco Antonio divenne uno dei principali luogotenenti del proconsole Gaio Giulio Cesare impegnato nella difficile conquista della Gallia. Cesare aveva bisogno di uomini del profilo di Antonio: ufficiali energici e risoluti, soprattutto, abbastanza giovani per affrontare in modo elastico le situazioni difficili e al tempo stesso sottostare di buon grado all'autorità del comandante. Inoltre, Antonio tornava dall'Oriente carico di gloria e bottino, ma anche con un notevole bagaglio di esperienze: infatti, oltre ad approfondire l'esperienza militare, si era esercitato anche nell'arte della diplomazia, non sempre ben praticata dai rappresentanti di Roma, e aveva potuto sviluppare una certa sensibilità per le tecniche militari e per le usanze degli altri popoli. Da Cesare, Antonio imparò a trattare i soldati con generosità e senza arroganza:
Nell'autunno del 53 Antonio si affidò alla protezione di Cicerone, il grande oratore che in quel momento viveva una fortunata stagione politica. I due uomini sarebbero poi diventati nemici mortali. Dieci anni prima, Cicerone ne aveva fatto giustiziare il patrigno Lentulo; se Giulia non avesse accettato di umiliarsi, supplicando il console tramite l'intercessione della moglie, Cicerone non avrebbe restituito il cadavere alla famiglia per la sepoltura. Anni dopo questi oltraggi non sarebbero stati dimenticati, ma il complesso funzionamento delle alleanze nella Roma tardo repubblicana, legati a parentele e clientele, rendono più comprensibile l'atteggiamento di Antonio, che doveva essere stato consigliato da Cesare. Cicerone disprezzava Marco Antonio, lo considerava un "gladiatore" (considerata la sua corporatura) rozzo, limitato e sommamente avido. L'oratore gli era però riconoscente, perché con il suo intervento aveva salvato in Gallia da una fine ingloriosa il fratello Quinto Cicerone, messo alle strette dall'esercito dei Nervi.
Nel 52 a.C., come legato, prese parte alla campagna contro la rivolta generale dei Galli guidata da Vercingetorige; egli si distinse, al comando di alcuni settori delle fortificazioni, nella decisiva battaglia di Alesia; Cesare cita per la prima volta Marco Antonio nei suoi commentari in occasione del lungo assedio di Alesia; egli avrebbe respinto, insieme a Gaio Trebonio, l'attacco dei Galli bloccati dentro la fortezza.
Avendo raggiunto l'età necessaria, con l'appoggio di Cicerone, si candidò alla questura per l'anno 52. Si trattava della prima magistratura importante, che apriva la strada al conseguimento delle più alte cariche della repubblica, la pretura e il consolato. Successivamente divenne questore e svolse un ruolo importante nelle ultime fasi della conquista della Gallia, guidando le operazioni di repressione contro gli Atrebati. Diventato accanito sostenitore di Cesare, grazie al suo aiuto nel 50 a.C. fu eletto tribuno della plebe e augure. Durante questo anno Antonio sostenne Cesare nel conflitto con il Senato e Pompeo; questi ultimi richiedevano le dimissioni del generale romano dal proconsolato e il comando dell'esercito prima che richiedesse l'assegnazione del consolato. Infatti mentre i senatori non volevano ricevere i messaggi di Cesare, né permettevano che fossero letti, Antonio, forte della sua carica, ne diede pubblica lettura. Fece cambiare opinione a molti, poiché Cesare chiedeva condizioni giuste e moderate e domandò ai senatori se non fossero piuttosto del parere che Cesare e Pompeo insieme deponessero le armi e congedassero gli eserciti. Ma i consoli non acconsentirono. Il 19 novembre Antonio venne impossibilitato a proporre intercessio contro la deliberazione con la quale si voleva dichiarare Cesare hostis publicus. All'inizio del 49 a.C. dopo aver posto il proprio veto a favore di Cesare, fu espulso dalla Curia, lasciò Roma e raggiunse Cesare a Ravenna o Rimini (dopo il passaggio del Rubicone). Secondo Cicerone invece i tribuni fuggirono volontariamente da Roma senza che gli fosse usata contro alcuna violenza. Durante la fase iniziale della guerra civile, mentre Cesare marciava su Roma, Marco Antonio, assunto il comando di una parte delle coorti cesariane, occupò Arezzo e poi Ancona.
Nel maggio del 49 a.C., mentre Cicerone decideva se seguire Pompeo allontanandosi dall'Italia, Antonio inviò un'epistola contenuta nelle lettere ad Attico in cui diceva:
(Marco Antonio Lettera ad Attico)
Ma, a questa dichiarazione di umiltà, seguiva l'invito perentorio ad abbandonare Pompeo; i rapporti tra Cicerone e Antonio, diventavano sempre più ostili, non solo per le sue ostentazioni di ricchezze e potere ma soprattutto per la compagnia della «ballerina» Volumnia Citeride; la donna, liberta del chiacchierato cavaliere romano Volumnio Eutrapelo, era una famosa interprete di «mimo», una forma di spettacolo che univa danza, canto e recitazione, dai contenuti spesso licenziosi. Antonio ostentava la sua bella concubina come una sorta di status symbol, i conservatori approfittavano nel criticare questo comportamento, non per l'adulterio del tribuno (purché per le consuetudini romane, fosse l'uomo a compierlo), ma ciò che più urtava i fustigatori dei costumi e i cittadini più sensibili al mos maiorum era l'ostentazione del rapporto tra un senatore e una liberta che esercitava un mestiere «infame». Nel frattempo Antonio ebbe l'imperio propretorio per l'Italia. In seguito ricevette l'incarico da Cesare di trasferire quattro legioni attraverso il mare Adriatico in aiuto delle forze del dittatore impegnate contro le legioni di Gneo Pompeo Magno nel settore di Durazzo. Prese parte alla battaglia di Farsalo e, quando Cesare venne nominato dittatore, fu fatto magister equitum, carica che prevedeva la direzione della politica militare e interna della penisola. La condotta di Antonio come amministratore portò a un raffreddamento dei rapporti con Cesare, che lo rimosse dalle responsabilità politiche.
Egli infatti fu responsabile di una strage di cittadini romani, quando il Senato varò il Senatus consultum ultimum e gli diede ordine di fermare le squadracce di Dolabella che era intenzionato a promulgare una legge di annullamento dei debiti a costo di spargere il terrore per tutta Roma.
Antonio fece uccidere le prime cinquanta persone che trovò nel foro, senza neanche verificarne l'identità.
Secondo una fonte non obiettiva (le Filippiche ciceroniane), tentò addirittura di uccidere Cesare, perché in teoria sarebbe dovuto diventare suo erede.

Nonostante ciò Antonio nel 44 a.C. fu eletto console, carica che ricoprì avendo come collega Cesare.
A febbraio dello stesso anno, durante la festa dei Lupercali, il console offrì pubblicamente a Cesare un diadema, che però egli rifiutò. Questo gesto fu calcolato per debellare le voci secondo cui Cesare avrebbe voluto instaurarsi come un nuovo re di Roma, cosa che avrebbe danneggiato irreparabilmente la sua reputazione, in quanto ancora alla sua epoca la parola "rex" era pregna di connotazioni negative (a eccezione del rex sacrorum). Il diadema era un simbolo di potere regio sin dai tempi delle antiche monarchie ellenistiche, e il rifiuto di Cesare di indossarlo costituiva un rifiuto simbolico del ruolo di re.
Il 15 marzo 44 Giulio Cesare fu assassinato da un gruppo di senatori, capeggiato da Gaio Cassio Longino e Marco Giunio Bruto.
Per guadagnare tempo, Antonio scese a compromessi con i cesaricidi: con un'abile mossa permise che il Senato concedesse l'amnistia ai congiurati e cercò il dialogo proprio con la massima assemblea romana. In cambio, il Senato votò la concessione dei funerali di Stato per Cesare e decise di non cambiare nulla di quanto era stato fatto da Cesare. Antonio uscì dal Senato circondato da un alone di gloria, perché pareva che avesse evitato la guerra civile e avesse trattato affari che comportavano difficoltà non comuni e minacciavano scompigli. Durante le celebrazioni accadde però che la vista del corpo del dittatore e del sangue sulla sua toga, la lettura del suo testamento generoso verso i Romani e il discorso a effetto di Antonio, accendessero d'ira l'animo del popolo contro gli assassini.

### Il secondo triumvirato (44-42 a.C.)

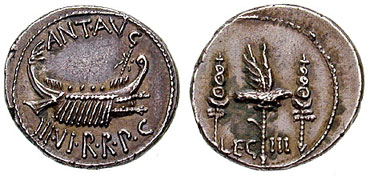
Denario emesso da Marco Antonio per pagare le sue legioni. Al rovescio, il simbolo della Legio III Cyrenaica

Il vuoto di potere causato dalla morte di Cesare lasciò la scena politica romana divisa fra tre fazioni: quella dei cesaricidi, che con Decimo Giunio Bruto controllava la Gallia Cisalpina e che godeva dell'appoggio del Senato, quella che faceva capo ad Antonio e quella dei veterani delle legioni di Cesare, che avevano trovato una guida nel figlio adottivo, Ottaviano. E mentre quest'ultimo rientrava a Roma da Apollonia (maggio del 44 a.c.), Antonio decise di prendere per sé la Gallia Comata (e la Gallia Cisalpina), che era stata assegnata dal dittatore scomparso al console designato del 42 a.C., Decimo Bruto.
Il rapporto tra Antonio e Ottaviano fu avverso sin da subito: nella biografia plutarchea di Antonio, si racconta della loro continua inimicizia e del continuo contendersi il potere e gli eserciti ancora in armi. In tutto questo Cicerone ebbe la meglio, con l'appoggio di Ottaviano, e non perse tempo nello screditare Antonio dinanzi al Senato e persuadendoli nel dichiararlo nemico pubblico. L'assemblea senatoria non accolse le loro provocazioni ma al contempo annullò le decisioni più importanti del console e lo destituì da ogni incarico per l'anno seguente. Ormai la scena politica era stata riconquistata da Cicerone che ostacolava l'operato anche pacifico di Antonio. Dopo mesi di difficili negoziati e in seguito alla guerra di Modena durante la quale Antonio, pur sconfitto nella battaglia di Forum Gallorum e nella battaglia di Modena dalle legioni riunite dei consoli Aulo Irzio e Vibio Pansa e del giovane Cesare Ottaviano, dimostrò le sue doti di condottiero tenace e coraggioso. Molte difficoltà si abbatterono contemporaneamente su Antonio durante la fuga dopo queste sue sconfitte, ma peggiore di tutte fu la fame. Antonio fu in quel momento un mirabile esempio per i soldati, dopo molte mollezze e sfarzi, beveva acqua avariata di buon grado e si portava alla bocca frutti selvatici e radici.
Nel varcare le Alpi si nutrirono, a quanto si dice, anche di cortecce, e mangiarono animali mai prima gustati da uomo. Ottaviano intanto non considerava più l'opinione ciceroniana, in quanto era legata troppo alla libertà, così si giunse a un accordo stipulato tra Antonio, Ottaviano e Lepido. A differenza del cosiddetto «primo triumvirato», che era semplicemente un accordo privato tra Cesare, Pompeo e Crasso, il «secondo triumvirato» (o triumvirato costituente) era una magistratura ufficiale. Il Senato restava comunque nominalmente il massimo organo di governo della res publica, ma allo stesso tempo i triumviri si erano assicurati dei poteri smisurati. A differenza dei magistrati tradizionali, non avevano l'obbligo di render conto delle loro azioni al Senato e al popolo; la loro parola era legge, avevano facoltà di assegnare le magistrature; controllavano direttamente le legioni, e soprattutto detenevano l'imperium maius, che consentiva loro di muoversi senza l'obbligo di rispettare determinati limiti territoriali.
L'incontro fra i tre maggiori esponenti del partito cesariano, organizzato da Lepido su un'isoletta del fiume Reno, presso l'allora colonia romana di Bononia (odierna Bologna), sanciva un accordo valido per un quinquennio e che ebbe validità istituzionale dal 27 novembre 43 a.C. con la Lex Titia. Ufficialmente i suoi membri furono conosciuti come Triumviri Rei Publicae Constituendae Consulari Potestate (triumviri per la Costituzione della Repubblica con potere consolare, abbreviato come "III VIR RPC"). Questo accordo portò a spartirsi i territori occidentali della Repubblica romana: a Ottaviano spettavano l'Africa, la Sardegna e Corsica e la Sicilia, a Marco Emilio Lepido la Spagna e la Gallia Narbonensis, mentre a Marco Antonio la Gallia Comata.
Per suggellare l'alleanza Ottaviano sposò Clodia Pulcra, figliastra di Antonio. Il triumvirato era odioso ai Romani per molti motivi ma la maggiore responsabilità andava ad Antonio, che era più vecchio di Cesare Ottaviano e più potente di Lepido, ma tra tutti si aggiungeva anche il fatto che abitava nella casa di Pompeo Magno, uomo ammirato per la sua moderazione, per il suo modo di vivere improntato all'ordine. 
     Marco Antonio
     Lepido
     Ottaviano
     i triumviri insieme
     Sesto Pompeo
     I cesaricidi
     Clienti di Roma
     Egitto tolemaico

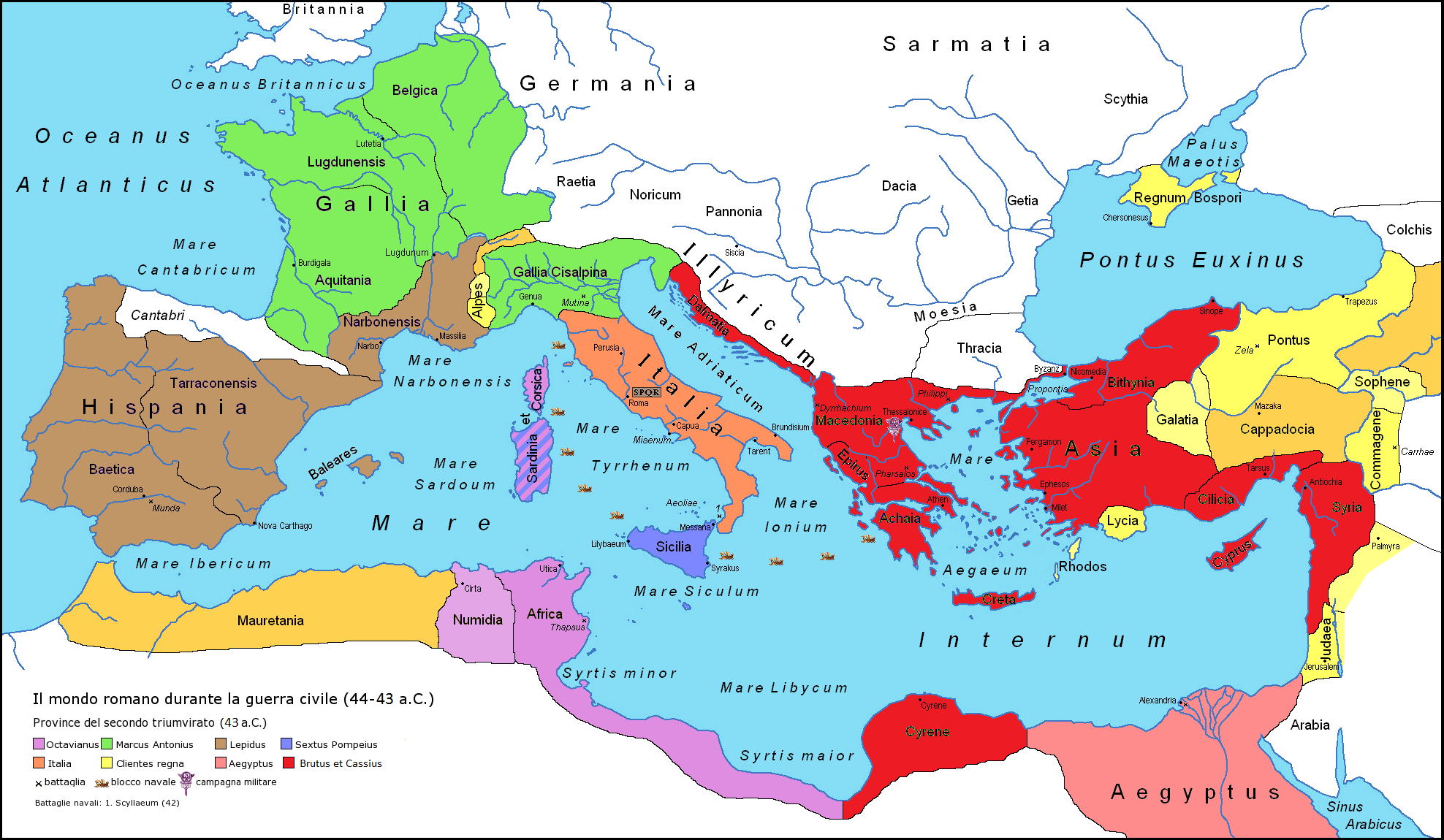
La Repubblica romana nel 43 a.C. dopo gli accordi del secondo triumvirato:
Marco Antonio
Lepido
Ottaviano
i triumviri insieme
Sesto Pompeo
I cesaricidi
Clienti di Roma
Egitto tolemaico

Ottenuta dai comizi la condanna dei cesaricidi, i triumviri diedero inizio a una sistematica persecuzione degli oppositori. Cicerone fu tra le vittime delle violenze perpetrate: l’oratore fu ucciso dal centurione Erennio nella sua proprietà di Formia: i soldati recisero anche le mani per punire il fatto che avesse scritto contro Antonio.
Nel 42 a.C., in seguito alla vittoria nella battaglia di Filippi e il suicidio di Bruto e Cassio (gli assassini di Cesare), i triumviri procedettero alla spartizione delle rispettive sfere d'influenza: a Ottaviano andarono Spagna e Numidia, ad Antonio Gallia e Africa, mentre Sesto Pompeo, figlio del Magno, si era impossessato della Sardegna e della Sicilia.
Lepido ottenne il controllo dell'Africa, Ottaviano, al quale erano toccate le province occidentali, rimase in Italia per garantire l'assegnazione di terre ai veterani e Antonio ebbe le province orientali. Egli, partito per sedare una rivolta in Giudea, durante il viaggio incontrò la regina Cleopatra a Tarso nel 41 a.C. e la seguì ad Alessandria, dove rimase con lei, della quale era divenuto l'amante, fino all'anno successivo. Nel frattempo Ottaviano aveva divorziato da Clodia e aveva dovuto fronteggiare una rivolta interna, capeggiata dalla moglie di Antonio, Fulvia.
Nel 40 a.C. Ottaviano e Antonio negoziarono un trattato di pace a Brindisi, suggellato dal matrimonio tra Antonio e Ottavia minore, sorella di Ottaviano. A quest'ultimo andarono la Gallia Comata. La nuova divisione vedeva Ottaviano ottenere le province di Spagna, Sardegna, Gallia e Illyricum, mentre Antonio tutto l'Oriente romano (sia in Asia sia in Europa, a est del mare Ionio), Lepido l'Africa e Sesto Pompeo la Sicilia.

### Marco Antonio e Cleopatra
Antonio intraprese i preparativi per la spedizione contro i Parti, quando la ribellione di Sesto Pompeo in Sicilia impegnò l'esercito promesso da Ottaviano ad Antonio. Egli non reagì bene alla frustrazione dei suoi piani e solamente con l'intervento di Ottavia si giunse a un nuovo trattato firmato nel 38 a.C. a Taranto. Il triumvirato fu rinnovato per un ulteriore periodo di cinque anni e Ottaviano promise di fornire ad Antonio le legioni per la campagna partica.
Quest'ultimo, stanco degli indugi del triumviro, salpò per Alessandria d'Egitto per incontrare di nuovo Cleopatra, che nel frattempo aveva avuto due gemelli. Con l'aiuto delle finanze egiziane Antonio raccolse un esercito e partì per la campagna contro i Parti. L'esito fu disastroso: dopo aver subito varie sconfitte Antonio perse quasi tutti gli uomini durante la ritirata attraverso l'Armenia.
Nel frattempo a Roma, dopo l'allontanamento di Lepido, Ottaviano, rimasto solo al potere, iniziò ad attirare dalla sua parte l'aristocrazia tradizionalista romana. Cominciò ad alienare le simpatie dei sostenitori di Antonio, accusandolo di immoralità per avere abbandonato la moglie e i figli per la relazione con la regina d'Egitto Cleopatra. Nonostante ripetuti inviti rivolti ad Antonio perché tornasse in patria, quest'ultimo  rimase ad Alessandria d'Egitto con Cleopatra, dalla quale ebbe un altro figlio.

### La fine
territori egizi pre-37 a.C.
     territori egizi dal 37 a.C.
     territori egizi dal 34 a.C.
     territori egizi acquisiti solo formalmente
     territori di Marco Antonio
 regni clienti di Marco Antonio

Territori del Regno d'Egitto a seguito delle donazioni di Alessandria e territori controllati da Marco Antonio. La legenda della mappa è la seguente:
territori egizi pre-37 a.C.
territori egizi dal 37 a.C.
territori egizi dal 34 a.C.
territori egizi acquisiti solo formalmente
territori di Marco Antonio

Dopo la conquista dell'Armenia nel 34 a.C., condotta da Antonio con il contributo finanziario egiziano, entrambi celebrarono il trionfo ad Alessandria. Il tradizionalismo dell'opinione pubblica romana fu profondamente scosso dalla inconsueta procedura trionfale e dalle decisioni prese nell'occasione delle Donazioni di Alessandria.
Cleopatra ebbe il titolo di "regina dei re", fu associata nel culto a Iside e nominata reggente dell'Egitto e di Cipro con Cesarione, dichiarato figlio ed erede di Cesare. Dei tre figli avuti con Antonio, Alessandro Elio fu incoronato sovrano dell'Armenia, Media e Partia, Cleopatra Selene fu nominata sovrana di Cirenaica e Libia, mentre Tolomeo Filadelfo fu incoronato sovrano di Fenicia, Siria e Cilicia.
Il conflitto era ora inevitabile. Mancava solo il casus belli, che Ottaviano trovò nel testamento di Antonio, in cui risultavano le sue decisioni di lasciare i territori orientali di Roma a Cleopatra d'Egitto e ai suoi figli, compreso Cesarione, figlio di Gaio Giulio Cesare. Ottaviano accusò la regina di minare il predominio di Roma e convinse i Romani a dichiarare guerra all'Egitto. Svetonio ricorda infatti che nel 32 a.C.:
(Svetonio, Augustus, 17.)
Ancora Svetonio aggiunge che Antonio scriveva ad Ottaviano in modo confidenziale, quando ancora non era ancora scoppiata la guerra civile tra loro:
(Svetonio, Augustus, 69.)
In seguito, quando Ottaviano fece dichiarare Antonio nemico pubblico, rimandò a lui i suoi parenti e i suoi amici, tra cui i consoli Gaio Sosio e Domizio Enobarbo. Poi il Senato di Roma sul finire del 32 a.C dichiarò guerra a Cleopatra, ultima regina tolemaica di Egitto. Antonio e Cleopatra alla fine furono sconfitti nella battaglia di Azio, del 2 settembre 31 a.C.. Visto che la battaglia era persa la regina riparò ad Alessandria con parte della flotta, seguita da Antonio. Il giorno 1º agosto del 30 a.C. Ottaviano invase l'Egitto ed entrò nella capitale. Non avendo vie di scampo, Antonio si suicidò. Pochi giorni più tardi, Cleopatra ne seguì l'esempio.
L'archeologo Zahi Hawass sostiene che Cleopatra sia sepolta insieme a Marco Antonio a 30 km da Alessandria d'Egitto, sotto i resti di un tempio dedicato a Iside, il Taposiris Magna. Hawass è convinto che la regina sia sepolta lì perché, conducendo gli scavi, ha trovato monete raffiguranti Cleopatra e Marco Antonio, un busto della prima, una testa raffigurante la bella regina e una maschera del secondo. Recentemente fuori dal tempio sono state trovate mummie di nobili nelle vicinanze della necropoli: queste scoperte hanno condotto gli archeologi a ritenere che all'interno del tempio stesso fossero sepolte persone molto importanti o di dinastia reale come Cleopatra. La spedizione di Hawass deve ancora scavare le camere di sepoltura poste a dodici metri sotto la superficie: è lì che si spera di trovare una corona o un geroglifico in grado di rivelare l'identità del reale sepolto. Hawass riteneva che entro il 2012 la tomba dei due amanti sarebbe stata portata alla luce.

## Matrimoni e discendenza
Marco Antonio ebbe quattro mogli secondo il diritto romano, più Cleopatra, Regina d'Egitto, il matrimonio con quest'ultima non fu riconosciuto da Roma:
- Fadia. Figlia di un liberto, si sposarono quando Antonio era molto giovane. Mai citata nelle fonti antiche a esclusione di Cicerone, che dice che Fadia diede ad Antonio diversi figli, di cui però non abbiamo traccia.
- Antonia Ibrida minore. Una sua cugina, figlia di Gaio Antonio Ibrida, divorziarono nel 47 a.C., dopo che Antonio la accusò di adulterio con Publio Cornelio Dolabella. Da lei ebbe una figlia:
  - Antonia. Sposò Pitodoro di Tralles, un greco noto per l'immensa ricchezza.
- Fulvia. Si sposarono nel 46 a.C. e divorziarono nel 40 a.C. Da lei ebbe due figli:
  - Marco Antonio Antillo. Con il padre ad Azio quando si suicidò, venne catturato dalle truppe di Ottaviano e giustiziato.
  - Iullo Antonio. A differenza del fratello, dopo la cattura fu portato a Roma e adottato da Ottavia minore, quarta moglie del padre e sorella di Ottaviano. In seguito ne sposò una delle figlie, Claudia Marcella maggiore.
- Ottavia minore. Si sposarono nel 40 a.C. per siglare l'alleanza fra Marco Antonio e Ottaviano, fratello di Ottavia, e divorziarono nel 32 a.C., quando l'alleanza si ruppe definitivamente e Marco Antonio raggiunse Cleopatra in Egitto. Da lei ebbe due figlie:
  - Antonia maggiore. Fu nonna materna dell'imperatrice Messalina e nonna paterna dell'imperatore Nerone.
  - Antonia minore. Sposò Claudio Druso, figlio di primo letto di Livia Drusilla, ultima moglie di Ottaviano. Fu madre dell'imperatore Claudio, nonna paterna di Caligola e Agrippina minore e bisnonna materna di Nerone.
- Cleopatra. Regina d'Egitto ed ex amante di Cesare, si sposarono nel 32 a.C. con rito egizio, non riconosciuto da Roma. Da lei ebbe due figli e una figlia:
  - Alessandro Helios. Gemello di Cleopatra Selene. Dopo la morte dei genitori fu portato a Roma e adottato da Ottavia minore.
  - Cleopatra Selene. Gemella di Alessandro Helios. Dopo la morte dei genitori fu portata a Roma e adottata da Ottavia minore. Sposò Giuba II, re di Mauretania e Numidia.
  - Tolomeo Antonio Filadelfo. Dopo la morte dei genitori fu portato a Roma e adottato da Ottavia minore.

Marco Antonio era noto come un playboy ante-litteram. Oltre alle mogli, è famosa la sua lunga relazione con la prostituta di origini schiave Licoride, proseguita fra il 49 e il 46 a.C., che Antonio dovette interrompere su ordine di Cesare perché il suo sfoggiare l'amante in occasioni ufficiali al posto della moglie stava causando eccessivo scandalo. Un'altra amante fu Citeride, anche lei una cortigiana liberta, nota per le sue relazioni con diversi potenti romani.
Attraverso i suoi numerosi figli, Marco Antonio fu l'antenato di numerosi imperatori(come il suo pro-nipote Caligola), imperatrici e statisti romani. In più, tramite la sua pronipote Drusilla, nipote di Selene, fu, presumibilmente, l'antenato di Giulia Domna e Giulia Mesa, membri della famiglia reale di Emesa e rispettivamente moglie dell'imperatore Settimio Severo e madre di Caracalla, e nonna materna degli imperatori Eliogabalo e Alessandro Severo. Anche la regina Zenobia di Palmira sosteneva di discendere da Marco Antonio tramite i figli di Selene. Attraverso la figlia maggiore, fu antenato dei re di Armenia, del Ponto, di Tracia e del Bosforo.

## Influenze nella cultura

### Cinema e televisione
Oltre a essere coprotagonista di diverse serie e miniserie televisive incentrate sugli avvenimenti subito precedenti alla Roma Imperiale, è il personaggio principale del film Giulio Cesare del 1953, interpretato da Marlon Brando, probabilmente il miglior adattamento cinematografico ispirato all'omonima tragedia di William Shakespeare, ed è il protagonista maschile del film colossal Cleopatra del 1963, interpretato da Richard Burton, entrambi i film per la regia di Joseph L. Mankiewicz. L'attore che tuttavia ne vestì i panni il maggior numero di volte sul grande schermo fu Charlton Heston, che lo interpretò rispettivamente in Giulio Cesare (1950), 23 pugnali per Cesare (1970) e All'ombra delle piramidi (1972) del quale curò anche la regia.

### Teatro
La vita di Antonio è la fonte principale della tragedia Antonio e Cleopatra di William Shakespeare, basata principalmente sulla traduzione del dizionario francese del 1559 Amyot della biografia scritta da Plutarco, con alcune libertà drammaturgiche. Per esempio, l'incontro con Cleopatra viene posticipato a un momento più funzionale allo svolgersi del dramma, così come alcuni episodi sono interamente frutto dell'invenzione, come le scene sulla partenza di Antonio e Ottavia e quelle che riguardano il combattimento durante la battaglia di Azio. Le vicende di Antonio sono state riprese anche dal tragediografo Vittorio Alfieri nella sua prima tragedia, aspramente criticata dall'autore stesso anni più tardi.

### Videogiochi
- Marco Antonio è il principale antagonista, insieme a Decio, e boss finale del videogioco d'azione del 2005 per PlayStation 2: Shadow of Rome.
- Appare come boss di fine livello al fianco di Cleopatra nel videogioco d'azione del 2010 per PlayStation 3: Dante's Inferno.

## Ascendenza
|                       |                     |                              | Genitori |  |  | Nonni                 |  |  | Bisnonni |  |
|                       |                     |                              |          |  |  | Marco Antonio Oratore |  |  | …        |  |
|                       |                     |                              |          |  |  | Marco Antonio Oratore |  |  | …        |  |
|                       |                     | …                            |          |  |  | Marco Antonio Oratore |  |  |          |  |
| Marco Antonio Cretico |                     |                              |          |  |  | Marco Antonio Oratore |  |  |          |  |
|                       |                     | …                            | …        |  |  |                       |  |  |          |  |
|                       |                     | …                            | …        |  |  |                       |  |  |          |  |
|                       |                     | …                            | …        |  |  |                       |  |  |          |  |
| Marco Antonio         |                     | …                            |          |  |  |                       |  |  |          |  |
|                       | Lucio Giulio Cesare | Lucio Giulio Cesare Strabone |          |  |  |                       |  |  |          |  |
|                       | Lucio Giulio Cesare | Lucio Giulio Cesare Strabone |          |  |  |                       |  |  |          |  |
|                       | Lucio Giulio Cesare | Popillia                     |          |  |  |                       |  |  |          |  |
| Giulia                | Lucio Giulio Cesare |                              |          |  |  |                       |  |  |          |  |
|                       |                     | Fulvia                       | …        |  |  |                       |  |  |          |  |
|                       |                     | Fulvia                       | …        |  |  |                       |  |  |          |  |
|                       |                     | Fulvia                       | …        |  |  |                       |  |  |          |  |
|                       |                     | Fulvia                       |          |  |  |                       |  |  |          |  |